# Prästsjön (Näshulta socken, Södermanland, 656518-153192)
Prästsjön är en sjö i Eskilstuna kommun i Södermanland och ingår i Norrströms huvudavrinningsområde.